# George Alboiu
George Alboiu (n. 6 iulie 1944, Roseți, Călărași, România – d. 6 februarie 2023) a fost un poet român.

## Viața și opera
Ca absolvent al Liceului Nicolae Bălcescu din Călărași, George Alboiu urmează cursurile Facultății de Limba și Literatura Română – Universitatea din București (1964–1969). În anul 1964, a debutat cu poeme în revista bucureșteană, Luceafărul. A publicat următoarele volume de versuri: 
- Câmpia eternă (București, Editura pentru Literatură, 1968).
- Cel pierdut (București, Editura pentru literatură, 1969).
- Edenul de piatră (București, Editura Cartea Românească, 1970).
- Drumul sufletelor (București, Editura Albatros, 1970).
- Joc în patru, poezii pentru copii (București, Editura Ion Creangă, 1970).
- Gloria lacrimei (București, Editura Cartea Românească, 1971).
- Cumplita apoteoză (București, Editura Cartea Românească, 1973).
- Stâlpi (București, Editura Cartea Românească, 1974).
- Poeme (București, Editura Eminescu, 1975).
- Poemele câmpiei (București, Editura Cartea Românească, 1978).
- Aventura continuă (București, Editura Eminescu, 1980).
- Metoda șoimului (București, Editura Eminescu, 1981).
- Turnir (1987).
- Roata lumii (București, 1994).
- Câmpia eternă, antologie, cu o prefață semnată de V. F. Mihăescu, București, 2001.